# Verborgen werkloosheid
Verborgen werkloosheid is werkloosheid die niet meegeteld wordt in de officiële statistieken waardoor de feitelijke omvang van de werkloosheid wordt onderschat en met te weinig parameters in kaart wordt gebracht.
Bronnen van verborgen werkloosheid zijn:
- Personen, vooral jongeren en gehuwde vrouwen, die wel zouden willen werken, maar zich niet als werkzoekende bij het arbeidsbureau hebben ingeschreven, omdat ze verwachten bij de bestaande situatie op de arbeidsmarkt toch geen baan te zullen vinden.
- Personen die volledig arbeidsongeschikt zijn verklaard, terwijl ze bij een krappere arbeidsmarkt eventueel een aangepaste baan zouden kunnen vervullen.
- Werknemers die vroeg zijn uitgetreden door bijvoorbeeld in de VUT te gaan.
- Personen die vallen onder andere vervangingsinkomenssystemen dan een werkloosheidsuitkering, zoals bijvoorbeeld het leefloon, en die niet worden opgenomen in de statistieken rond werkloosheid.
- Mensen die werken met tijdelijke contracten, deeltijdse contracten: zij kunnen als werkloos worden beschouwd op de momenten dat ze niet werken, hoewel zij niet in de statistieken worden opgenomen. Met de toegenomen flexibilisering van de arbeidsmarkt neemt deze groep sterk toe.
- Studenten die vanwege tegenvallende kansen op de arbeidsmarkt ervoor kiezen om te blijven studeren of (jonge) werklozen die opnieuw gaan studeren.
- Mensen werkzaam in de informele economie: in veel ontwikkelingslanden zijn er schoenpoetsers en autowassers die feitelijk geen dienst aanbieden maar een verkapte vorm van bedelen bedrijven.
- Meerdere mensen die werk verrichten dat best door minder personen kan worden verricht. In plaats van een enkel persoon achter de kassa is er bijvoorbeeld 1 persoon die de klant welkom heet, 1 persoon die de klant helpt met kiezen, 1 persoon die de keuze inpakt en naar de kassa brengt, en eentje die de aankoop afrekent, zodat vier mensen het werk van een doen. Dit komt nog in socialistische planeconomieën voor.
- Werknemers met een parttime baan die liever fulltime zouden willen werken. Als bijvoorbeeld iemand een baan van 0,6 FTE heeft, maar liever een voltijdbaan zou willen hebben, dan kan gezegd worden dat deze persoon voor 40% werkloos is. Iets soortgelijks zien we bij de deeltijd-WW.
- Zelfstandigen die minder opdrachten te verwerken krijgen. Dit verlies aan opdrachten kan worden beschouwd als gedeeltelijke werkloosheid.